# 白魚橋乗継所

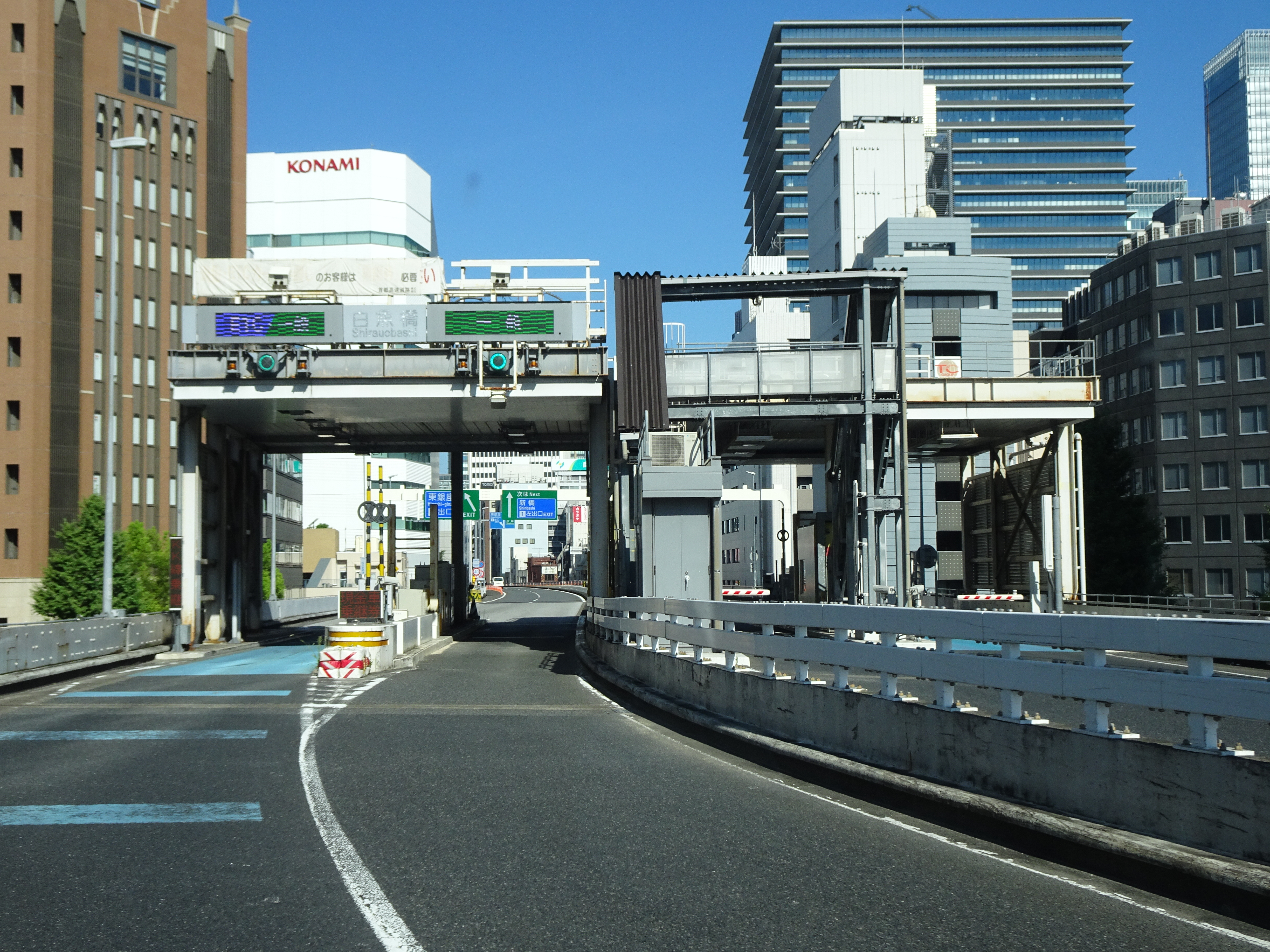
白魚橋乗継所（首都高速道路側から撮影）

白魚橋乗継所（しらうおばしのりつぎじょ）は、東京都中央区にある乗継所。首都高速都心環状線から首都高速8号線へ分岐後、東京高速道路会社線（KK線）へ乗り継ぐために設けられた。
都心環状線からKK線へ流入する際は乗継券が発券され、これを所持し10分以内に汐留乗継所で係員に乗継券を渡し首都高に戻ると首都高の通行料金を新たに支払う必要がない運用がなされていた（逆も同じ。ETC車の場合は無線通行が可能）。
2025年4月5日を以て、東京高速道路は、東銀座出口より先は廃止となったため、汐留方面からの当地は閉鎖され、乗継券対象外である東銀座出口方面（旧汐留方面）行きの当地も乗継券の発行が不要となったため、単なる通過点（ETC車の出口料金収受のフリーフローアンテナ設備の設置点）となっている。

## 料金所施設

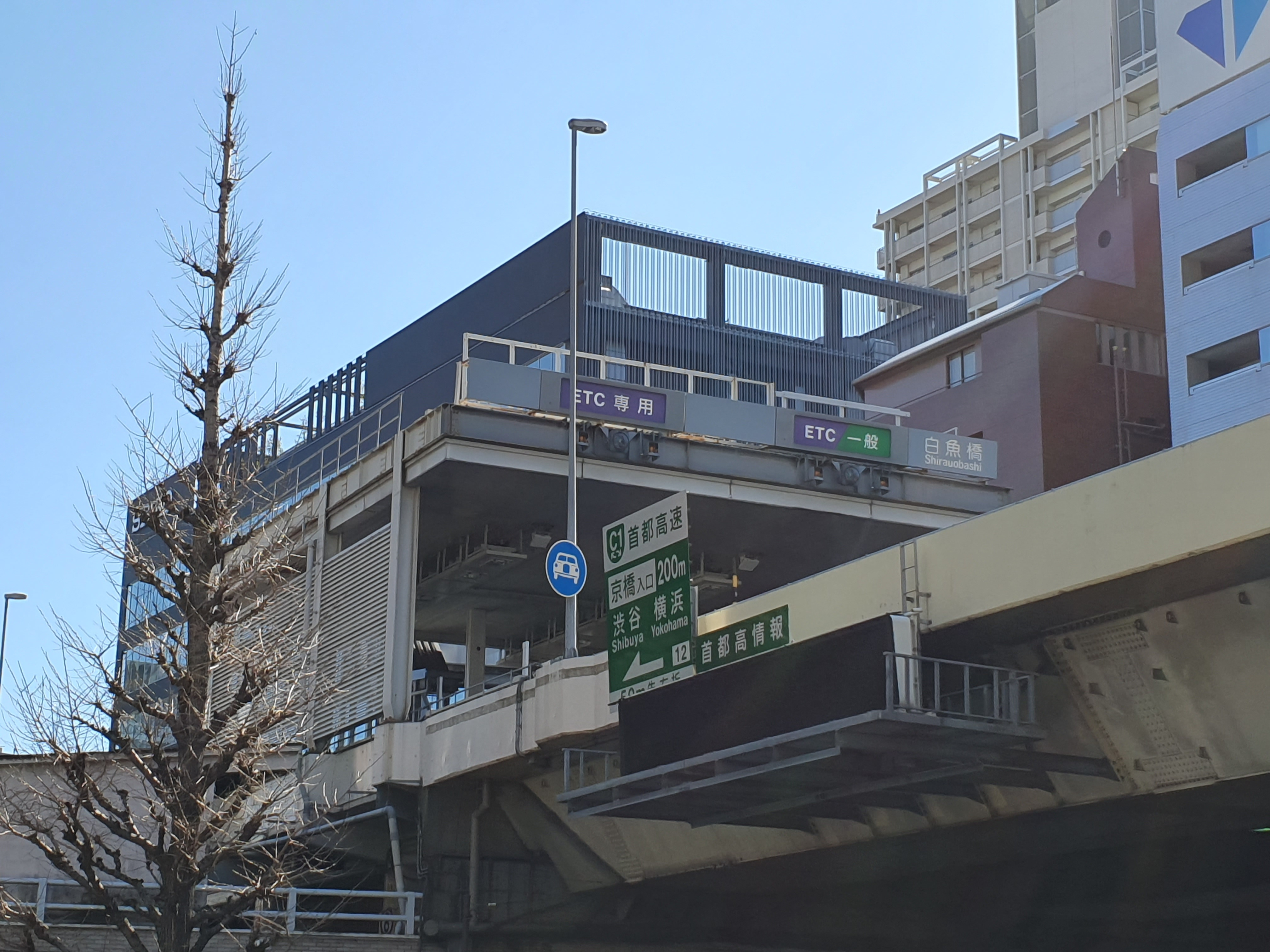
白魚橋乗継所（東京高速道路側から撮影）

- ブース数：4

|                | ブース数 | ETC専用 | 一般 |
| 都心環状線方面 | 2        | 1       | 1    |
| 西銀座方面     | 2        | 1       | 1    |

## 隣
首都高速都心環状線(支線)
京橋JCT - 白魚橋乗継所
(D8)東京高速道路
白魚橋乗継所 - (5)東銀座出口